# Costa Rica Cola

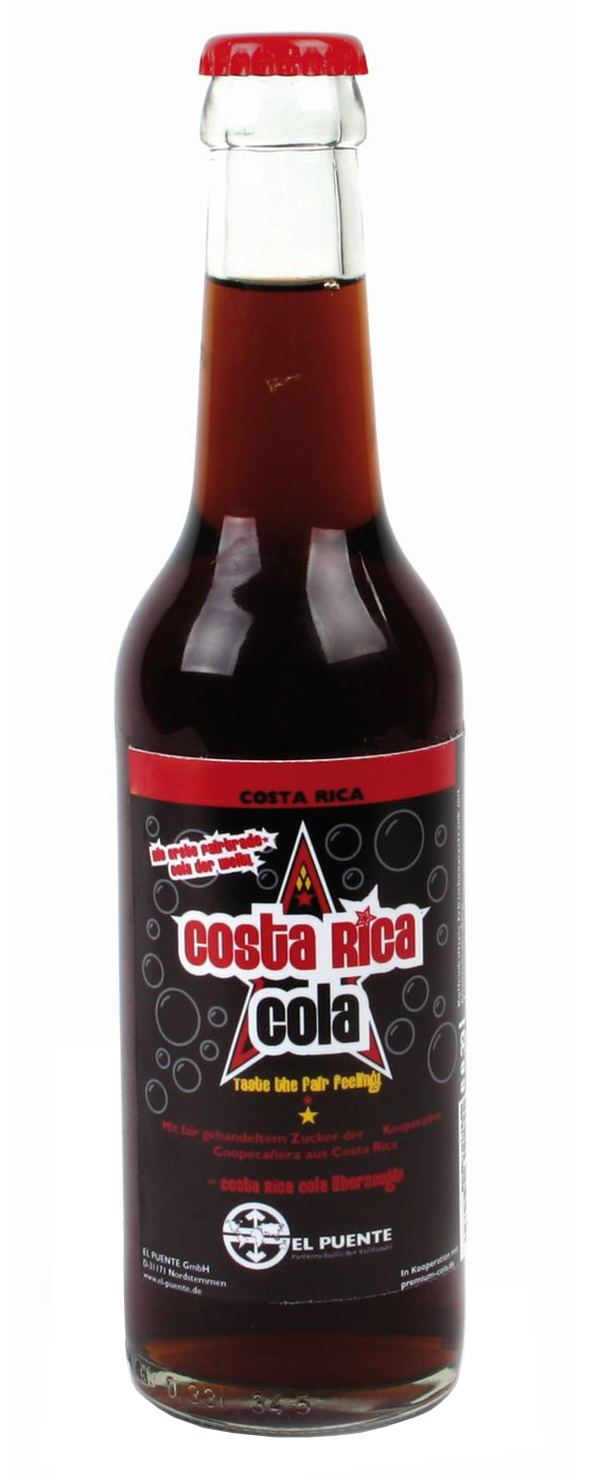
Costa Rica Cola

Costa Rica Cola – pierwsza na świecie cola, pochodząca ze Sprawiedliwego Handlu. Jest produkowana przez El Puente GmbH (najstarsza w Niemczech organizacja Sprawiedliwego Handlu, certyfikowany członek Światowej Organizacji Sprawiedliwego Handlu – WFTO) we współpracy z Premium Cola, niemieckim alternatywnym producentem napojów.
Jej najważniejszy ilościowo (poza wodą) składnik – cukier trzcinowy – stanowi 97% składu i pochodzi z Kostaryki, gdzie jest produkowany przez spółdzielnię drobnych rolników Coopecanera, działającą w ramach Sprawiedliwego Handlu.
Receptura jest zasługą francuskiej spółdzielni Kan-AR-B z Bretanii (Francja), zaangażowanej w lokalny rozwój regionalny jako przeciwwagę dla negatywnych skutków globalizacji.
Skład:
- woda gazowana;
- cukier trzcinowy;
- naturalny aromat owoców koli;
- karmel amoniakalno-siarczynowy (barwnik),
- kwas fosforowy;
- kofeina.

El Puente produkuje też żelki o smaku Costa Rica Cola.